# Every Beat of My Heart
Every Beat of My Heart – czternasty studyjny album angielskiego piosenkarza rockowego Roda Stewarta. Został wydany w 1986 roku przez wytwórnie płytową Warner Bros. Records. Ten sam album został wydany w Stanach Zjednoczonych pod nazwą Rod Stewart.

## Lista utworów
1. „Here To Eternity” (Rod Stewart, Kevin Savigar) – 6:01
2. „Another Heartache” (Bryan Adams, Jim Vallance, Stewart, Randy Wayne) – 4:29
3. „A Night Like This” (Rod Stewart) – 4:20
4. „Who’s Gonna Take Me Home” (Stewart, Savigar, Jay Davis) – 4:40
5. „Red Hot In Black” (Stewart, Jim Cregan, Kevin Savigar) – 3:17
6. „Love Touch” (Mike Chapman, Gene Black, Holly Knight) – 4:03
7. „In My Own Crazy Way” (Stewart, Frankie Miller, Troy Seals, Eddie Setser) – 3:12
8. „Every Beat of My Heart” (Stewart, Kevin Savigar) – 5:19
9. „Ten Days of Rain” (Stewart, Savigar, Tony Brock) – 5:17
10. „In My Life” (John Lennon, Paul McCartney) – 2:02